# Ilex elmerrilliana
Ilex elmerrilliana är en järneksväxtart som beskrevs av Shiu Ying Hu. Ilex elmerrilliana ingår i släktet järnekar, och familjen järneksväxter. Inga underarter finns listade i Catalogue of Life.